# لوتار گیسلر
لوتار گیسلر (انگلیسی: Lothar Geisler; ۸ دسامبر ۱۹۳۶ – ۲۸ آوریل ۲۰۱۹) بازیکن فوتبال اهل آلمان بود.
از باشگاه‌هایی که در آن بازی کرده‌است می‌توان به باشگاه فوتبال بوخوم و باشگاه فوتبال بروسیا دورتموند اشاره کرد.